# Seututie 604
Pour les articles homonymes, voir Route 604.
La route régionale 604 (finnois : Seututie 604) est une route régionale allant de Jämsänkoski à Petäjävesi en Finlande.

## Description
La route régionale 604 est une route régionale d'une longueur de 41 kilomètres.
Elle part de la route principale 56 à Jämsänkoski et croise la route régionale 607 au sud de l'agglomération de Petäjävesi. 
À Petäjävesi, la route se termine en croisant la route nationale 23.
Elle est entièrement goudronnée.

## Parcours
- Jämsänkoski
- Koskenpää
- Kukkaro
- Petäjävesi